# Tunísia nos Jogos Olímpicos de Verão de 1964
A Tunísia competiu nos Jogos Olímpicos de Verão de 1964 em Tóquio, Japão.

## Medalhistas

### Prata
- Mohammed Gammoudi — Atletismo, 10.000m masculino

### Bronze
- Habib Galhia — Boxe, Peso Meio-médio ligeiro